# Későn jött boldogság
A Későn jött boldogság (eredeti cím: Dark Victory) 1939-ben bemutatott fekete–fehér amerikai filmdráma Edmund Goulding rendezésében. Magyarországon 1939. augusztus 28-án mutatták be Judith címen. Az angol cím jelentése: 'Sötét győzelem'.

## Cselekménye
Judith Traherne, a Long Island-i sportkörök kedvence, vígan éli az amerikai milliomos lányok fényűző életét. Kedvenc versenylova azonban megbotlik vele az egyik tréningen. Kiderül, hogy Judithnak látási zavarai vannak, ezért ugratott neki lovával az akadálynak. Dr. Steele megoperálja Judithot, és egymásba szeretnek. Judith jól érzi magát, nem tudja (eltitkolják előle), hogy menthetetlen: legfeljebb 10 hónapig élhet. Dr. Steele tudja ezt, mégis megkéri a lány kezét. Egy napon az orvos rendelőjében Judith véletlenül ráakad betegségének leírására és megtudja, hogy gyógyíthatatlan. Azt hiszi, csak szánalomból kérték meg kezét: felbontja az eljegyzést és visszatér régi életéhez: iszik, mulatozik, de később felkeresi dr. Steel-t és bocsánatot kér tőle. Az orvos feleségül veszi és vidéki birtokára  megy vele, ott folytatja orvosi kísérleteit, hogy megmentse felesége életét. Judith látása hirtelen megromlik, de a végzetes tünetet eltitkolja, hogy férje elutazhasson New-Yorkba és a kongresszuson beszámoljon szenzációs felfedezéséről. Ami Judithon már nem segíthet, de így nyugodtan tud szembenézni sorsával.

## Szereposztás
| Szerep               | Színész              | Magyar hangja (1. szinkron) |
| -------------------- | -------------------- | --------------------------- |
| Judith Traherne      | Bette Davis          | Prókai Annamária            |
| Dr. Frederick Steele | George Brent         | Szersén Gyula               |
| Michael O’Leary      | Humphrey Bogart      | Csernák János               |
| Ann King             | Geraldine Fitzgerald | Orosz Helga                 |
| Alec Hamm            | Ronald Reagan        | Malcsiner Péter             |
| Dr. Parsons          | Henry Travers        | ?                           |
| Carrie               | Cora Witherspoon     | ?                           |
| Miss Wainwright      | Dorothy Peterson     | ?                           |
| Martha házvezetőnő   | Virginia Brissac     | ?                           |
| Mantle ezredes       | Charles Richman      | ?                           |
| Dr. Carter           | Herbert Rawlinson    | ?                           |
| Dr. Driscoll         | Leonard Mudie        | ?                           |
| Miss Dodd            | Fay Helm             | ?                           |
| Lucy                 | Lottie Williams      | ?                           |
| További hangok       | ?                    | Antal László, Zsolnai Júlia |